# La Chapelle-Pouilloux
 La Chapelle-Pouilloux  es una población y comuna francesa, en la región de Poitou-Charentes, departamento de Deux-Sèvres, en el distrito de Niort y cantón de Sauzé-Vaussais.

## Demografía
| 290 | 261 | 227 | 223 | 194 | 203 |
| Para los censos de 1962 a 1999 la población legal corresponde a la población sin duplicidades (Fuente: INSEE [Consultar]) |     |     |     |     |     |